# 中国铁路25-0型客车
中国铁路25-0型客车是中华人民共和国铁道部（今中国国家铁路集团的前身）20世纪80年代向英国采购的一型铁路客车，为中国铁路25型客车（中国的一个铁路客车系列）的一个子型号，共制造3节。研发由中英两国联合进行，参考了当时已有的“英国铁路3型客车”和“中国铁路25型客车”早期版本。制造工作由英国铁路工程公司在英国的工厂进行。 “中国铁路25-0型客车”现已全部退役，目前均封存于西南交通大学。

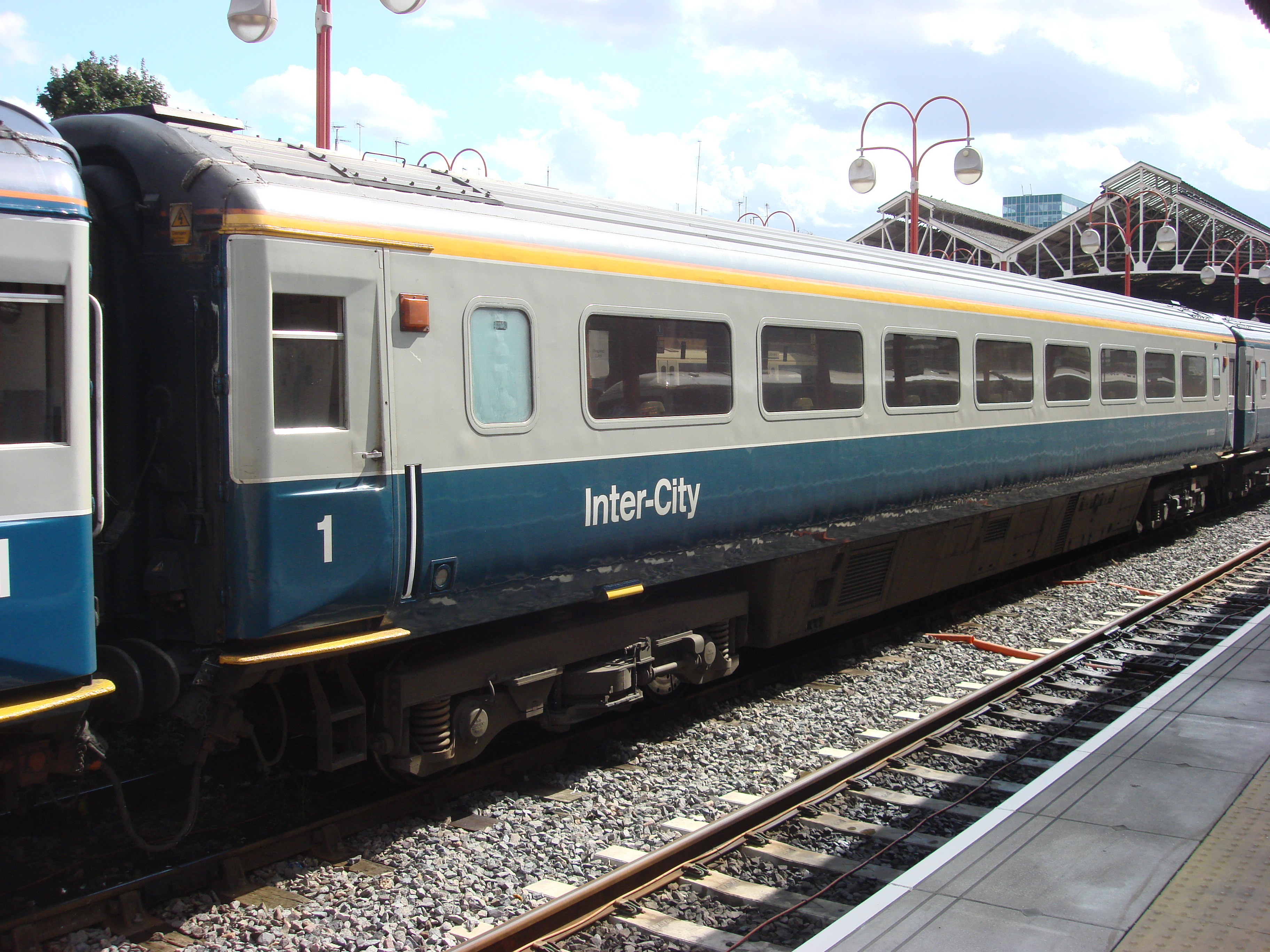
中国铁路25-0型客车的技术原型车——英国铁路3型客车

## 概述
中华人民共和国铁道部于20世纪80年代向英国采购的“中国铁路25-0型客车”亦基于“英国铁路3型客车”开发。自1980年代初开始，中华人民共和国政府为了加快中国铁路客车由22型转型为25型的升级换代进程，中华人民共和国铁道部与世界银行合作，在1985年开始国际招标，1986年5月签订合同，最终获得了一笔世界银行贷款以及和英国铁路工程公司的技术合作。这项合作项目的目标是吸收国外的车辆制造技术，由国外合作方对中国车辆制造厂商（长春客车厂）在设计、工厂技术、布局和生产设备、机械规格等各个方面提供建议，以达到在长客厂年生产1500辆由英国铁路工程公司提供技术的钢结构铁路客车的目标。根据协议，英国铁路工程公司负责生产三节按照UIC标准并基于“英国铁路3型客车”设计的新型客车，分别为硬座车（YZ25-0），空调硬座车（YZ25-0），空调软卧车（RW25-0）:52，在1989年10月运抵中国。车辆由长春客车厂与英国铁路工程公司联合设计，车身长度为25.5米，特点为自重轻、寿命长，采用BT-10型高速转向架，构造速度140公里/小时，最大运行速度160公里/小时。
进口的25-0型客车对中国铁路客车发展产生相当大的影响。与国外的技术合作大大提升了当时中国国内铁路车辆制造厂商的生产工艺及质量水平。25-0型客车可靠的钢结构车体技术均被以后发展的车型采用，基于25-0型客车技术基础研制的25A型客车成为中國25.5米新型空調客車生產發展的重要里程碑。而长春客车厂对进口的BT-10型转向架进行仿制，发展出CW-1、CW-2系列转向架，先后被25Z、25C、25K型客车广泛使用。
25-0型客车目前均封存于西南交通大学。